# Greenville (Indiana)
Greenville é uma cidade  localizada no estado americano de Indiana, no Condado de Floyd.

## Demografia
Segundo o censo americano de 2000, a sua população era de 591 habitantes.
Em 2006, foi estimada uma população de 580, um decréscimo de 11 (-1.9%).

## Geografia
De acordo com o United States Census Bureau tem uma área de
1,6 km², dos quais 1,6 km² cobertos por terra e 0,0 km² cobertos por água.

## Localidades na vizinhança
O diagrama seguinte representa as localidades num raio de 12 km ao redor de Greenville.